# パシオン (古代ギリシア)

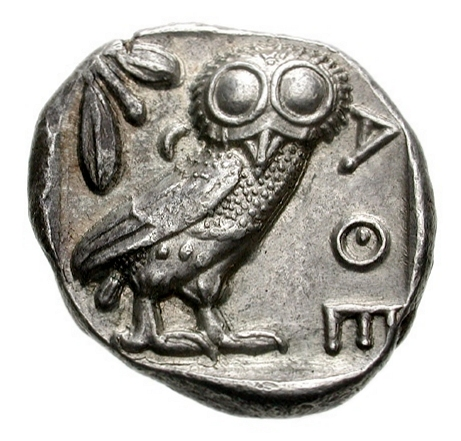
パシオンが奴隷から銀行家になった時のアテナイの通貨。

パシオン(古代ギリシア語:Πασων：紀元前430年～紀元前370年以前)とは、紀元前4世紀頃の古代ギリシャの奴隷である。また、銀行家、アテナイ市民として成功を収めた。

## 生涯

### 出自

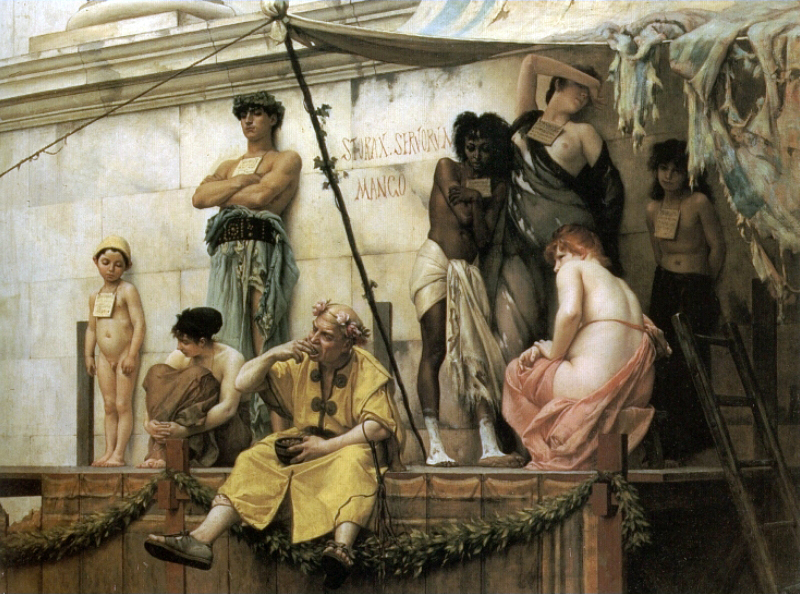
ブーランジェ 『奴隷市場』。ギリシアの奴隷売買を描いている。パシオンも、恐らくはこのような形でアテナイへと来たのであろう。

パシオンの出身地は不明で、シリア人の奴隷商人に連れられて古代アテナイに到着したときから、既に出身地が不明であった。彼は紀元前440年頃、フェニキア人の港、ターイヤー、シドンを通じて膨大な数のシリア人奴隷が古代ギリシャに持ち込まれた時にアテナイにもたらされたため、恐らくはシリア、又はレバントに由来すると広く推測さる。
パシオンは、紀元前430年以前に生まれたと考えられている。彼は、アテナイから5マイル離れた港・ピレウスに銀行を持っていた銀行家・アンティステネスとアルシェストラトゥスがシリア人奴隷の中からパシオンを買い上げ、所有したという。

### 銀行家としての成功
パシオンが奴隷の身分の間、彼はすぐに港での両替所を担当するアルギラモイボス（両替商業）に参加し、紀元前394年までにパシオンは仕えた銀行家の忠実な奉仕を行い、信頼を得た。また、その働きのの報酬として在留外国人の地位を与えられた。パシオンは、それほど貴重な働きをして居た事を証明したのであった。
彼の所有者が銀行業から引退したとき、パシオンは彼の銀行を継承し、それに加えシールドの工場を設立した。彼がアテナイに対して与えた恩恵の金貨には、1000の盾と三角形が刻まれており、彼の商人としての威光を示した。また、パシオンは最終的にアテナイの市民権を与えられ、より多くの富を蓄積するために不動産への投資を開始した。パシオンは、地震が銀行家として腕を振るうに年を取りすぎた時、別の外国人奴隷であるフォルミオと言う人物に銀行の継承をさせた。

### 余生
パシオンは、彼の銀行ビジネスに徹底的に協力し、尽力していた女性、アーキッペという人物と結婚した。彼女は銀行の記録に関与し、その複雑な業務の詳細な知識を持っていた。
パシオンは紀元前370年に亡くなった。彼の未亡人であったは家族の中で銀行を維持するために、パシオンの銀行業を継承したフォルミオと結婚した。伝えられるところでは、彼女は、フォルミオとビジネスを保護するために銀行の記録の一部を破壊した。

## 子女
パシオンにはアーキッペとの間にアポロドルスとパシクルと言う2人の息子がいた。
- アポドルス
- パシクル